# Église Sainte-Marie de Genestelle
L'église Sainte-Marie est une église située en France sur la commune de Genestelle, dans le département de l'Ardèche en région Auvergne-Rhône-Alpes.
Elle fait l'objet d'une inscription partielle au titre des monuments historiques depuis 1975.

## Localisation
L'église est située sur la commune de Genestelle, dans le département français de l'Ardèche.

## Protection
L'édifice est inscrit au titre des monuments historiques en 1975.